# Magasinet (kulturhus)

Magasinet är ett gammalt godsmagasin intill järnvägsstationen i Falun, Dalarna som byggts om till kulturhus.
Lokalen, som har en yta på 1250 kvadratmeter, ordnar genom Kulturföreningen Magasinet teaterföreställningar, konserter, konstutställningar, föreläsningar och andra typer av kultur- och nöjesevenemang. Magasinets fulla kapacitet är uppåt 3 000 besökare.
Godmagasinet byggdes år 1902. Under lång tid passerade allt gods till Falun huset och omkring 600 anställda arbetade i och omkring magasinet. Stora hallen stod tom 1994-2003, då den köptes upp och omvandlades permanent till kulturlokal. 
Under hösten 2011 har lokalerna använts som spelplats åt Dalateaterns stora uppsättning av "Spelman på taket". Artister som spelat på Magasinet är Håkan Hellström och Thåström.  De sista åren som Falun Folkmusik Festival var igång brukade avslutningskonserten äga rum på Magasinet.